# Rosa D'Amato
Rosa D'Amato (Taranto, 30 marzo 1969) è una politica italiana.

## Biografia
Nata a Taranto nel 1969, dopo il diploma presso il Liceo Scientifico G. Battaglini, si trasferisce a Firenze, dove si laurea in Scienze Motorie. Atleta agonista di  Volley a Taranto e Firenze, nella Mondial Volley e CUS Firenze, militando fino alla serie  C. Insegnante precaria nelle Scuole Medie e Superiori, Educatore e Allenatore in varie ASD. Tornata a Taranto frequenta Accademia di Osteopatia fino a praticante Osteopata. Attivista in diversi Comitati e Associazioni ambientaliste. Si candida alle Comunali nel 2012, non eletta nonostante ottimo risultato di 500 voti.

### Europarlamentare
Nel 2014 si candida alle elezioni europee con il Movimento 5 Stelle nella circoscrizione Italia meridionale, ottenendo 41.652 voti e risultando eletta.
Cinque anni più tardi viene rieletta in quarta posizione con 38.621 preferenze. Nel giugno 2020, per aver votato contro una risoluzione sulla risposta europea alla crisi del COVID-19, viene sospesa dal M5S insieme ai colleghi Ignazio Corrao e Piernicola Pedicini.  A dicembre 2020 decide di lasciare il M5S insieme a Piernicola Pedicini, Eleonora Evi e Ignazio Corrao. I quattro entrano quindi da indipendenti nel gruppo parlamentare dei Verdi.
Alle elezioni europee del 2024, D'Amato è candidata in seconda posizione nella circoscrizione meridionale per la lista di Alleanza Verdi e Sinistra.
Con circa 15.000 preferenze raccolte si piazza quarta in lista non risultando rieletta.